# 法國國家男子籃球隊
法國籃球國家隊，是代表法國參加國際籃球賽事的籃球國家隊。法國國家籃球隊為歐洲一流球隊。法國是歐洲籃球錦標賽的常客，以是冠軍。法國還在1948年、2000年和2020年的奧運會上取得了亞軍的成績。他們在世錦賽上的最佳成績是2014年和2019年的銅牌。他們在欧洲篮球锦标赛上的最佳成績是2013年的金牌。

## 著名球员
- 托尼·帕克
- 里告多
- 魯迪·戈貝爾
- 埃萬·富尼耶
- 尼古拉·巴頓
- 伯利斯·迪奧
- 南多·德科洛
- 維克托·文班亞馬